# Vauvenargues
 Vauvenargues  es una comuna y población de Francia, en la región de Provenza-Alpes-Costa Azul, departamento de Bocas del Ródano, en el distrito de Aix-en-Provence y cantón de Aix-en-Provence Nordeste.
Su población en el censo de 1999 era de 729 habitantes.
Está integrada en la Communauté d’agglomération du Pays d’Aix-en-Provence .